# 이스케이프 플랜 2: 하데스
《이스케이프 플랜 2: 하데스》(영어: Escape Plan 2: Hades)는 2018년 공개된 미국과 중국의 액션 스릴러 비디오 영화이다. 2013년에 개봉한 《이스케이프 플랜》의 속편이다.
2019년 속편 비디오 영화 《이스케이프 플랜 3》(Escape Plan: The Extractors)이 출시되었다.

## 줄거리
여전히 보안 업체를 운영 중인 레이 브레즐린은 부하 직원이 위치가 밝혀지지 않은 교도소 하데스(HADES)로 끌려가자 구출 작전을 시도한다. 

## 출연
- 실베스터 스탤론 - 레이 브레즐린 역
- 데이브 버티스타 - 트렌트 더로사 역
- 황샤오밍 - 수 역
- 제이미 킹 - 애비게일 역
- 제시 멧캐프 - 루크 역
- 웨스 채텀 - 재스퍼 킴브럴 역
- 리디아 헐 - 줄스 역
- 피트 웬츠 - 버그 역
- 타일러 존 올슨 - 모 역
- 타이터스 웰리버 - 그레거 파우스트 역
- 커티스 잭슨 - 허시 역
- 타이론 우들리[1] - 아칼라 역
- 빈센트 영 - 컬리 역